# Гіпермаркет

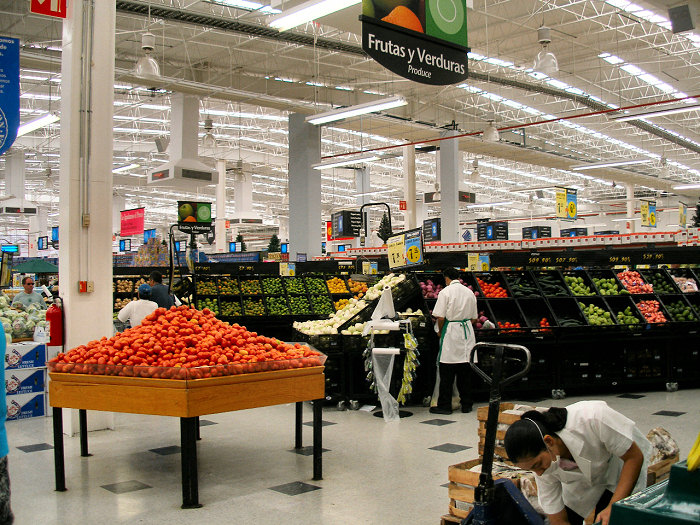

Гіпермаркет — різновид універсальної крамниці самообслуговування з торговою площею від 2500 м² та більше, у якому здійснюється продаж не менше 10 тис. найменувань продовольчих та непродовольчих товарів, а також пропонуються додаткові послуги населенню, зокрема – стоянка автотранспорту, послуги з харчування, комплектування подарункових наборів тощо).
Гіпермаркети — крамниці самообслуговування з широким асортиментом продуктів харчування та непродовольчих товарів. Гіпермаркети пропонують набагато більший асортимент непродовольчих товарів, ніж супермаркети. Касові столи для гіпермаркетів і супермаркетів розташовуються централізовано на виході. Гіпермаркети часто розташовані за межами центру міста.